# Professional Soldier
Professional Soldier é um filme norte-americano de  aventura de 1935 baseado em uma estória de 1931 por Damon Runyon, "Gentlemen, the King!". Foi dirigido por Tay Garnett e produzido pela 20th Century Fox. É estrelado por Victor McLaglen e Freddie Bartholomew.

## Elenco
- Victor McLaglen como Michael Donovan
- Freddie Bartholomew como King Peter
- Gloria Stuart como Countess Sonia
- Constance Collier como Lady Augusta
- Michael Whalen como George Foster
- C. Henry Gordon como Gino
- Pedro de Cordoba como Stefan Bernaldo
- Lumsden Hare como Paul Valdis
- Walter Kingsford como Christian Ledgard
- Lester Matthews como Prince Edric
- Rita Hayworth como dançarina cigana (não creditada)